# Liste der Olympiasieger im Kanusport
Die Liste der Olympiasieger im Kanusport bietet einen Überblick über sämtliche Medaillengewinner in den Kanusportwettbewerben bei Olympischen Spielen. Aufgrund der umfangreichen Datenmenge erfolgt eine Unterteilung in fünf Teillisten.
Seit den Olympischen Spielen 1936 in Berlin ist der Kanusport olympisch. Die ersten Frauenwettbewerbe wurden 1948 eingeführt. Das Programm der olympischen Kanuwettkämpfe wurde im Laufe der Zeit erweitert und besteht seit 1992 aus zwölf Disziplinen des Kanurennsports und vier Disziplinen des Kanuslaloms.
- Unter „Medaillengewinner“ sind sämtliche Medaillengewinner seit 1936 aufgeführt, unterteilt nach Disziplinen.
- Unter „Medaillengewinnerinnen“ sind sämtliche Medaillengewinnerinnen seit 1948 aufgeführt, ebenfalls nach Disziplinen unterteilt.
- Die Liste „Die erfolgreichsten Teilnehmer“ führt sämtliche Athleten auf, die mindestens zwei Goldmedaillen gewonnen haben.
- Die Liste „Nationenwertungen“ enthält die Medaillenspiegel, aufgeschlüsselt nach Gesamtzahl der gewonnenen Medaillen und nach Geschlecht.